# Должки (Львовская область)
Должки (укр. Довжки) — село в Козёвской сельской общине Стрыйского района Львовской области Украины.
Население по переписи 2001 года составляло 513 человек. Занимает площадь 2,63 км². Почтовый индекс — 82623. Телефонный код — 3251.